# Lilium concolor
Espèce
Synonymes
- Lilium sinicum Lindl. & Paxton
- Lilium buschianum G.Lodd.
- Lilium stictum (Stearn) Vrishcz
- Lilium megalanthum (F.T.Wang & Tang) Q.S.Sun
- Lilium coridion Siebold & de Vriese
- Lilium pulchellum Fisch.
- Lilium mairei H.Lév.
- Lilium partheneion Siebold & de Vriese

Lilium concolor est une espèce de plantes à fleurs de la famille des Liliaceae originaire de Chine, Japon, Corée et Russie. Ses rapports avec les autres espèces ne sont pas clairs, bien qu'elle présente des similarités avec Lilium pumilum.

## Histoire
Lilium concolor a été introduit pour la première fois en Grande-Bretagne en provenance de Guangzhou en Chine par Charles Francis Greville en 1790. Il a cultivé la plante dans son jardin à Paddington. Dans les années 1840, celle-ci a de nouveau été introduite à Shanghai par Robert Fortune.

## Botanique
Lilium concolor est un lis vivace qui se trouve à 350–2000 mètres d'altitude. Il s'enracine dans la tige, ce qui signifie qu'il peut pousser des racines adventives au-dessus de ses bulbes et le long des tiges. Ses tiges sont cylindriques, presque glabres et lisses. Elles ont une couleur vert-rougeâtre et atteignent généralement 30–50 cm de hauteur avec 1 à 5 fleurs par tige. Il y a une pigmentation violette près de la base de la tige.
Les feuilles sont vertes, éparses et linéaires ou en forme de lance avec peu de poils sur les marges et en dessous. Ils sont généralement de 3,5 à 7 cm de long et 3–6 mm de large. Le bulbe est ovoïde (en forme d'œuf) et mesure 2-3,5 cm de hauteur et 2-3,5 cm de diamètre. Leur taille est inférieure à celle de L. brownii. Un bulbe seul peut pousser et fleurir pendant quelques années.
Les fleurs sont voyantes, en forme d'étoile et brillantes avec une couleur jaune orangé à écarlate, bien que la couleur jaune soit rare. Elles sont vers le haut et viennent en grappes allant jusqu'à 10 sous forme de grappe ou d'ombelle,,. Elles ont un parfum désagréable et sont éphémères (chaque fleur ne dure que quelques jours),. Elles sont hermaphrodites et pollinisées par les abeilles. Elles produisent de petites graines. Les tépales sont tachetés, oblancéolés et légèrement laineux à l'extérieur, avec une longueur de 3–4 cm.
Le style est plus court que l'ovaire et les étamines ont tendance à converger vers le centre, ayant la même couleur que le tépale. Le stigmate est légèrement gonflé et repose sur l'ovaire cylindrique. Les segments de périanthe sont 2.2-3.5 cm de long,.

### Variétés
Il existe différentes variétés de Lilium concolor, dont certaines présentent des caractéristiques bien distinctes.
- L. concolor var. coridion : Cette variété a des fleurs jaunes avec des taches brunes. Ses tépales sont grands par rapport aux autres types. Les fleurs peuvent être orientées vers le haut ou l'extérieur et les deux formes peuvent être trouvées sur la même tige.
- L. concolor var. partheneion : cette variété a des fleurs rouges avec des stries vertes et jaunes et des taches noires[2]. Il a de petites ampoules ovoïdes avec quelques écailles[5].
- L. concolor var. pulchellum : cette variété a des fleurs rouge orangé sans taches, bien que parfois elle puisse avoir des taches claires et fines pourpre. Il a de larges tépales semblables à var. coridion[2]. Il pousse à 600-2170 mètres d'altitude et se trouve en Corée et en Russie ainsi que dans certaines régions de Chine[3].
- L. concolor var. strictum : la seule différence entre cette variété et l'espèce type est qu'elle présente des fleurs écarlates avec des points noirs[2].
- L. concolor var. Mégalanthum : cette variété a des feuilles relativement plus larges qui sont 5–10 mm de large et pousse à 500 mètres d'altitude[3].

## Distribution
Lilium concolor est originaire d'Asie de l'Est, en particulier de Chine. Il est présent dans 11 provinces de la Chine, dont la Mongolie-Intérieure, le Heilongjiang, le Jilin, le Liaoning, le Hebei, le Shanxi, le Shaanxi, le Henan, le Shandong, l'ouest du Hubei et rarement dans le nord-est du Yunnan. Par conséquent, son aire de répartition est plus large que celles des autres espèces de lis de ces régions. Cette plante pousse au nord de la Chine sur les pentes herbeuses des montagnes, les garrigues sur les pentes rocheuses, les clairières dans les forêts ou les lisières de forêts. On le trouve en grande quantité sur les crêtes au nord du sommet du Tai Shan, dans la province du Shandong, à une altitude de 1532 mètres, en particulier dans les zones herbeuses dégagées. On le trouve également éparpillé parmi les buissons bas de Rhododendron micranthum (en) et de Spiraea pubescens. En outre, il est présent au Japon, en Corée et dans l'est de la Russie (Krai de l'Amour, Primorye, Khabarovsk et Kraï de Transbaïkalie),. Parmi les autres environnements dans lesquels cette espèce se développe, on trouve un sol calcaire épais, de l'humus sur du calcaire carbonifère, des pentes herbeuses, des prairies ensoleillées et des endroits humides dans les forêts, les bosquets et les prairies.

## Usages

### Nourriture et boisson
Lilium concolor est cultivé au Japon comme plante alimentaire. Les fleurs, les feuilles, les bulbes et les racines sont comestibles. Son ampoule est douce et rafraîchissante. Il contient de l'amidon et peut être cuit et consommé comme un légume semblable aux pommes de terre ou utilisé pour la fabrication du vin,,.

### Médicament
Le bulbe possède des qualités carminative, expectorante, sédative, antitussive, pectorale et tonique. Il est utilisé pour le traitement des problèmes bronchiques ainsi que des flux utérins, des affections choréiques, des ulcères et des gonflements. Les fleurs tonifient le sang et sont utilisées comme cataplasme pour soigner les plaies, les furoncles et les ulcères,,.

### Horticulture
Lilium concolor fleurit de juin à juillet et ses graines mûrissent d'août à septembre. Comme les autres lis, il préfère un endroit bien drainé avec plein soleil, matière organique pourrie et période froide. Il nécessite généralement une humidité modérée à faible pendant la saison de croissance.
Cette plante préfère une plage de pH de 4,5 à 7 (principalement acide), bien que certains rapports indiquent qu'elle peut pousser dans des conditions acides ou basiques. Par exemple, il pousse dans deux régions de Chine avec des acidités de sol différentes. Le Tai Shan est granitique alors que le Lao Shan a du calcaire soluble avec des sources d'eau minérale. La plante a besoin du plein soleil et ne peut pas se développer à l'ombre,. Les graines peuvent être cultivées par semis d'hiver (en) dans des récipients ventilés installés dans un cadre froid ou une serre non chauffée. Elles doivent être stratifiés avant le dernier gel si les semis sont effectués à l'intérieur. Les graines doivent être semées chaque année pour maintenir les stocks. Le fumier de poulet est efficace comme engrais.